# Јамчење
Јамчење је у Србији представљало религијску меру која се користила у народу као средство за тражење злочинца, док се у суду примењивало као доказно средство.

## Историја
Јамчење које се користило за време турске владавине и после ослобођења нема везе са јемством у данашњем смислу речи. Оно се користило када би преступник био непознат. Тада би власт окупила сељане на месту извршења кривичног дела који би јамчили један за другог да нису преступници. Ако би сви нашли јемца, преступник би и даље остао непознат па би село плаћало глобу. У супротном ако неко не би нашао јемца, био би сумњив па би од њега кренула истрага. Јамчење у првој фази нема карактер доказног средства већ се појављује само као припремна радња власти, да се почне истраживање од одређеног лица. Снагу доказног средства јамчење има тек на суду, заузимањем за оптужено лице, што има сличности са клетвеницима и душевницима у средњовековном српском праву.

## У уметности
Да се јамчење често користило говори и народна песма „Мајстор Манојло“.